# Assassin’s Creed II
Assassin’s Creed II – przygodowa gra akcji stanowiąca kontynuację wydanego w 2007 roku Assassin’s Creed. Premiera na Xboksa 360 i PlayStation 3 miała miejsce 17 listopada 2009 roku. Wersja gry na Microsoft Windows ukazała się w Polsce 4 marca 2010 roku, w Europie 5 marca, a w USA 9 marca.

## Fabuła
Głównym bohaterem gry jest Ezio Auditore da Firenze, młody szlachcic z bogatej florenckiej rodziny. Podobnie jak Altaïr Ibn-La’Ahad z pierwszej części gry, jest on praprzodkiem Desmonda Milesa, asasyna przetrzymywanego przez korporację Abstergo Industries. Fabuła rozpoczyna się we współczesności, kiedy Desmond i Lucy Stillman uciekają z Abstergo do kryjówki, gdzie spotykają się z innymi współczesnymi asasynami, Shaunem i Rebeką. W kryjówce Desmond korzysta z ulepszonej wersji animusa i przeżywa wspomnienia swojego przodka, aby przez Efekt Krwi nauczyć się być asasynem.
Ezio żyje w dostatku. Ma dwóch braci, starszego Frederica i młodszego Petruccia, siostrę Claudię, matkę Marię oraz ojca Giovaniego. Sytuacja zmienia się diametralnie, kiedy jego ojciec zostaje zdradzony i niesłusznie oskarżony, wrzucony do więzienia, a później stracony poprzez powieszenie razem z Frederikiem i Petrucciem. Wrogowie rodziny wciąż polują na Auditorów, więc Ezio decyduje się zabrać matkę i siostrę do Monteriggioni do swojego stryja Mario. Tam dowiaduje się, że jego ojciec był asasynem i rozpoczyna planowanie zemsty na sprawcach jego tragedii. Z czasem odkrywa, że intryga sięga znacznie głębiej – zaangażowany w nią jest zakon templariuszy, do którego należą m.in. jego wróg Vieri de’ Pazzi i jego ojciec oraz tajemniczy Hiszpan, a sprawa dotyczy m.in. zamachu na Wawrzyńca Wspaniałego i Fragmentu Edenu. Po pobycie we Florencji bohater podróżuje do Wenecji, zdobywa wspomniany wcześniej Fragment Edenu, po chwili zostaje on mu ukradziony. Nowy właściciel wykorzystuje je do przejęcia kontroli nad Florencją wywołując tam wojnę domową. Ezio po ponownym odzyskaniu artefaktu wyrusza do Watykanu zabić Hiszpana, który w międzyczasie stał się papieżem. Po długiej walce wychodzi na jaw, że jego przeciwnik próbuje przejąć moc fragmentów i dostać się do krypty. Ezio darował mu życie, a sam wszedł do krypty, w której pojawił się hologram Minerwy – przedstawicielki cywilizacji poprzedzającej ludzi. Za pomocą Ezia porozumiewa się ona z Desmondem. Po tym templariusze atakują współczesną kryjówkę asasynów, a Desmond, Lucy, Shaun i Rebeka ładują animusa do ciężarówki i uciekają.
Akcja rozgrywa się w latach 1476-1499, 285 lat po wydarzeniach przedstawionych w pierwszej części. W Assassin’s Creed II ponownie pojawiają się postaci historyczne, tym razem są to rodzina Pazzich, Leonardo da Vinci, Niccolò Machiavelli, Katarzyna Sforza, Lorenzo de’ Medici, Girolamo Savonarola i Rodrigo Borgia.
Lokacje, które odwiedza bohater, to Florencja, San Gimignano, willa rodu Auditore w Monteriggioni, Wenecja, zamek Forlì oraz Rzym (głównie Watykan). Wśród odwzorowanych lokacji znajdują się m.in. bazylika św. Marka w Wenecji, nieskończona jeszcze katedra Santa Maria del Fiore, kanał Grande, most Rialto oraz wenecki Pałac Dożów.
Ubisoft stworzył również trzyodcinkowy serial Assassin’s Creed: Rodowód, przedstawiający historię poprzedzającą wydarzenia z gry. Wszystkie odcinki można obejrzeć na stronie głównej gry.
Fabuła Assassin’s Creed II kontynuowana jest w Assassin’s Creed: Brotherhood (2010) i Assassin’s Creed: Revelations (2011).

## Rozgrywka
Akcja Assassin’s Creed II rozgrywa się w renesansowych Włoszech i Wenecji (dokładniej w Republice Florenckiej i Republice Weneckiej), zaś głównym bohaterem jest Ezio Auditore da Firenze. W grze pojawia się młody Leonardo da Vinci, dzięki któremu Ezio zyskuje nową broń i gadżety, które może wykorzystać w walce, w pewnym momencie zyskuje również możliwość skorzystania z zaprojektowanej przez niego lotni. Dostępnych jest także kilka nowych rodzajów broni: topór, młot, buława, włócznie, dwa rodzaje mieczy, halabarda oraz dwa mniejsze ostrza. Chociaż Ezio nie może nosić ze sobą części broni, potrafi odebrać je przeciwnikom i wykorzystać w walce.

## Produkcja

Florencja

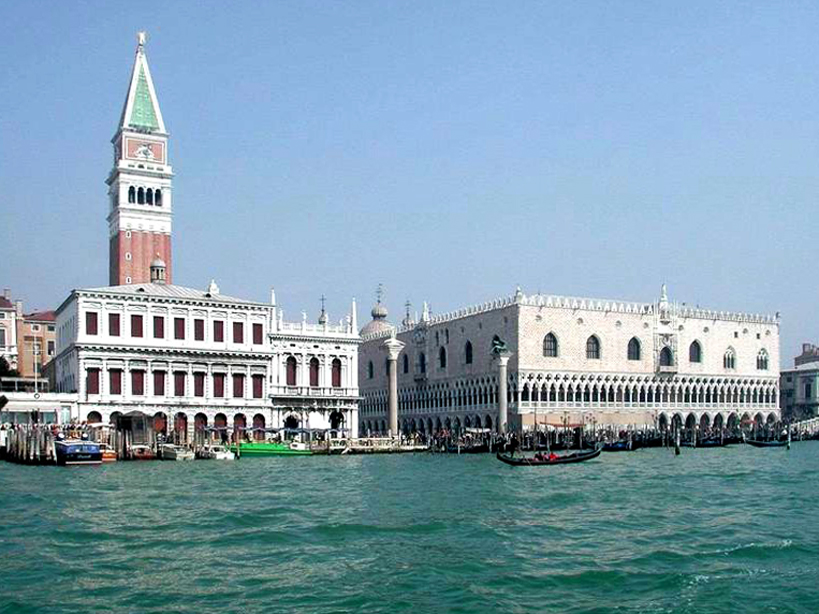
Wenecja

22 stycznia 2009 roku Ubisoft potwierdził, że trwają prace nad Assassin’s Creed II, nie ujawnił jednak żadnych szczegółów dotyczących gry.
6 kwietnia zaprezentowano enigmatyczny film promocyjny, na którym pokazano czaszkę, szkice ukrytych ostrzy oraz projekt ornitoptera Leonarda da Vinci. Po obejrzeniu zapowiedzi na oficjalnej stronie można było wydrukować udostępniony symbol i wziąć udział w minigrze – wykorzystując wydruk symbolu i kamerę internetową, można było uzyskać dostęp do kolejnych symboli za pomocą systemu AR. Wszystkie pięć zostało następnie ujawnionych przez Ubisoft w magazynie „Game Informer”.
16 kwietnia 2009 roku Ubisoft oficjalnie zapowiedział grę, wydano nowy teaser, zaś na łamach „Game Informer” pojawiły się szczegółowe informacje na temat gry, w tym grafiki przedstawiające Ezia. Pierwsza prezentacja gry odbyła się na targach gier komputerowych E3 w Los Angeles.
W czerwcu 2009 Ubisoft Polska we współpracy z serwisem Gry-Online zorganizował ankietę, w której zapytano internautów, którego z aktorów najchętniej usłyszeliby jako Ezia w polskiej wersji językowej. W plebiscycie zwyciężył Bogusław Linda, zdobywając prawie jedną trzecią głosów. Kolejne miejsca zajęli – kolejno – Robert Więckiewicz, Marcin Dorociński, Paweł Deląg, Artur Żmijewski i Tomasz Kot. Prawie trzydzieści procent głosujących opowiedziało się za wersją z napisami, w jakiej to ostatecznie gra została wydana na polskim rynku.

## Kontrowersje i krytyka
Wersja przeznaczona na komputery osobiste zabezpieczona została systemem DRM wymagającym stałego połączenia z Internetem, którego brak uniemożliwia rozpoczęcie gry, co spotkało się z ogromnym sprzeciwem graczy. W premierowym wydaniu zerwanie połączenia powodowało stratę wszystkich postępów, jakie zostały poczynione od ostatniego zapisu w punkcie kontrolnym. Ubisoft podał do wiadomości publicznej, że jeśli utrata połączenia była tymczasowa, gra jedynie się pauzowała; zapewniono jednocześnie, że liczba punktów kontrolnych w grze jest na tyle duża, iż straty wywołane zerwaniem połączenia oznaczają konieczność powtórzenia co najwyżej kilku minut zabawy. Firma została skrytykowana również przez żołnierzy amerykańskich stacjonujących na Bliskim Wschodzie, gdzie połączenie z Internetem jest bardzo kosztowne i mało stabilne. Po premierze opublikowano patch, dzięki któremu w przypadku zerwania połączenia po jego wznowieniu grę rozpoczyna się w tym samym miejscu.
Niedługo po premierze Ubisoft spotkał się z jeszcze ostrzejszą krytyką ze względu na problemy wielu graczy mających problemy z połączeniem się z serwerem Uplay, na którym przechowywane są wszystkie dane dotyczące poszczególnej gry. Wydawca poinformował, że winę za to ponosi atak DoS, zaś problem dotyczył około pięciu procent graczy, którzy zakupili oryginalną wersję. Mimo zapewnień Ubisoftu, twierdzącego, że drakońskie zabezpieczenie, nie pozwalające na zabawę osobom nieposiadającym łącza internetowego oraz uprzykrzające graczom ze słabym łączem, będzie w pełni skuteczne i nie zostanie złamane, co ograniczy liczbę pirackich kopii, pod koniec kwietnia pojawił się działający crack emulujący serwer Uplay, dzięki któremu nie jest wymagane połączenie z Internetem. W styczniu 2011 roku zabezpieczenie zostało zmodyfikowane w ten sposób, że utrata połączenia podczas gry nie przeszkadza w rozgrywce. Połączenie internetowe jest potrzebne tylko do uruchomienia gry.

## Dubbing
W wersji angielskiej wystąpili:

- Ezio Auditore – Roger Craig Smith
- Lucy Stillman – Kristen Bell
- Desmond Miles – Nolan North
- Leonardo da Vinci – Carlos Ferro
- Rodrigo Borgia – Manuel Tadros
- Giovanni Auditore – Romano Orzari
- Maria Auditore – Ellen David
- Mario Auditore – Fred Tatasciore
- Claudia Auditore – Angela Galuppo
- Federico Auditore – Elias Toufexis
- Antonio – Carlo Mestroni
- Rosa – Lita Tresierra
- Uberto Alberti – Michel Perron
- Carlo Grimaldi – Roc Lafortune
- Lorenzo de Medici – Alex Ivanovici
- Bartolomeo d’Alviano – Alex Ivanovici
- Jacopo de' Pazzi – Arthur Grosser
- Emilio Barbarigo – Arthur Holden
- Shaun Hastings – Danny Wallace
- Rebecca Crane – Eliza Jane Schneider
- Obiekt 16 – Cam Clarke
- Silvio Barbarigo – Harry Stanjovski
- Marco Barbarigo – Toby Robinow
- La Volpe – Vito de Filippo
- Vieri de' Pazzi – Yuri Lowenthal
- Francesco de' Pazzi – Andreas Apergis
- Paola – Claudia Ferri
- Minerva – Margaret Eastey
- Teodora – Nadia Verucci
- Anetta – Anne Maria Baron
- Caterina Sforza – Cristina Rosato
- Machiavelli – Shawn Baichoo